# فرودگاه پوچیئونای

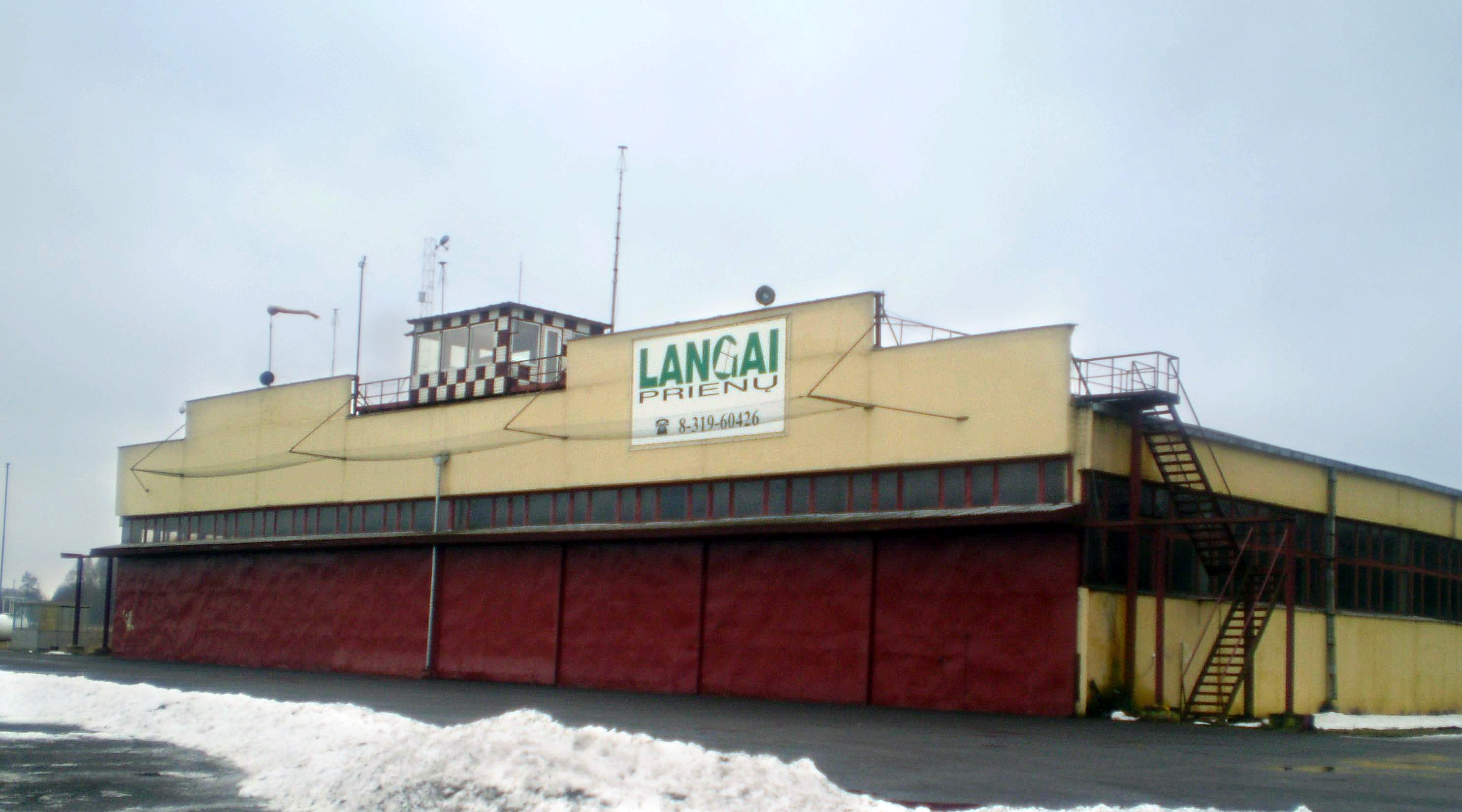
فرودگاه پوچیئونایاین فرودگاه در شهر پرینای کشور لیتوانی قرار دارد.

فرودگاه پوچیئونای (به انگلیسی: Pociūnai Airport) یک فرودگاه همگانی است. این فرودگاه در شهر پرینای کشور لیتوانی قرار دارد.